# Nasar
Nasar (in greco Νάσαρ?, battezzato come Basilio in greco Βασίλειος?; fl. IX secolo) è stato un militare bizantino. Fu un famoso capo militare durante le Guerre arabo-bizantine della seconda metà del IX secolo.

## Biografia
Non si sa molto della famiglia di Nasar. Suo padre Cristoforo ricopriva la carica di magistros della corte suprema e aveva un fratello di nome Barsanes. Dal suo nome, lo storico Michele Amari ha ipotizzato che fosse di origine siriana, forse mardaita.
Durante il regno dell'imperatore Michele III (r. 842-867), fu nominato stratēgos del Boukellarion, uno dei più grandi e importanti dei themata dell'Impero bizantino. In questa veste, insieme al patrizio Petronas, partecipò alla Battaglia di Lalakaon dell'863, in cui i Bizantini inflissero una cocente sconfitta a Umar al-Aqta, l'emiro di Melitene. Al loro ritorno a Costantinopoli, i due generali celebrarono un Trionfo nell'Ippodromo.
Nell'879 o 880, Nasar sostituì Niceta Orifa come droungarios tou ploimou, comandante della flotta imperiale della marina bizantina con sede a Costantinopoli, e fu inviato dall'imperatore Basilio I contro la flotta degli Aghlabidi che stava razziando le isole Ionie. Un ammutinamento dei rematori della flotta lo costrinse a fermarsi per un po' a Modone, ma la disciplina fu ristabilita e gli equipaggi rafforzati con truppe del thema locale. Nasar ottenne una vittoria significativa in una battaglia notturna contro gli Aghlabidi grazie al fuoco greco.
Nasar procedette quindi a un'incursione in Sicilia, catturando molte navi arabe razziando molto bottino e merci. A quanto si dice, il prezzo dell'Olio di oliva sui mercati di Costantinopoli subì un brusco calo. In seguito, egli andò a sostenere le concomitanti operazioni terrestri dei generali bizantini Procopio e Leone Apostippo nell'Italia meridionale, prima di sconfiggere un'altra flotta aghlabide al largo delle coste calabresi; allo stesso tempo, un'altra squadra bizantina ottenne una significativa vittoria a Napoli. Queste vittorie furono cruciali per il ripristino del controllo bizantino sull'Italia meridionale (il futuro Catepanato d'Italia), compensando in parte l'effettiva perdita della Sicilia in seguito alla caduta di Siracusa nell'878.